# Historia myśli politycznej
Historia myśli politycznej – obejmuje zarówno historię filozofii politycznej, jak i teorii polityki. Jej rekonstrukcją zajmują się takie nauki jak historia filozofii, historia idei politycznych czy historia doktryn politycznych i prawnych.
Historia myśli politycznej wiąże się również z historią myśli prawnej oraz z filozofią społeczną.

## Starożytność

### Koncepcja państwa idealnego Platona
Platon był pierwszym w historii myśli politycznej filozofii dziejów. Swoją polityczną doktrynę rozwinął przede wszystkim w Państwie i Prawie. Był przekonany o postępującej degeneracji ustroju. Arystokrację, czyli rządy najlepszych, oparte na cnocie rozumu, wyparła timokracja, rządy odważnych, których wadą była mała stabilność. Po timokracji następowała oligarchia (rządy najbogatszych), po oligarchii – demokracja, a po demokracji – tyrania, zdaniem Platona najgorszy z ustrojów, gdyż rację stanu stanowi w niej osobisty interes despoty.
Idealne, wzorcowe państwo miało dzielić się na trzy grupy społeczne: żywicieli, wojowników i strażników („stróżów doskonałych”). Na żywicielach spoczywały zadania ekonomiczne. Wojownicy i strażnicy nie mogli posiadać własności prywatnej; mieli też zostać objęci wspólnym systemem wychowania obywatelskiego. Od 17. do 20. roku życia mieli wspólnie pobierać lekcje wychowania fizycznego; mniej zdolni byli później poświęcani do kariery wojskowej, zaś zdolniejsi rozpoczynali dziesięcioletnie studia. Między 35. a 50. rokiem życia mieli sprawować pomniejsze funkcje, a po ukończeniu 50. roku życia mogli sami zacząć rządzić państwem. Była to koncepcja antyindywidualistyczna – państwo stało ponad jednostką.
Później poglądy Platona zaczęły ewoluować. Wyróżnił trzy ustroje uznające rządy prawa (monarchia, arystokracja, demokracja sprawiedliwa) i trzy ustroje, w których panują rządy bezprawia (tyrania, oligarchia, demokracja zepsuta), uznając z nich za najlepszy ustrój monarchię, a za najgorszy – tyranię. U schyłku życia Platon, przekonujący się, że jego wizja państwa idealnego jest utopią, w dialogu Prawa przedstawił inny obraz. Za możliwe najlepsze uznał państwo rządzone przez właścicieli ziemskich, którego trwałość miały gwarantować: surowa reglamentacja życia obywateli, elitarne wychowanie, kult religii i rozbudowany system donosicielski.

### Synteza myśli hellenistycznej w ujęciu Arystotelesa
Podstawą teorii Arystotelesa był naturalizm polityczny („państwo należy do tworów natury”). Państwo było wspólnotą mniejszych wspólnot rodzinnych i wiejskich. Jego celem było zapewnienie wszechstronnego zaspokojenia materialnych i duchowych potrzeb człowieka.
W swoim schemacie ustrojowym Arystoteles wyróżnił trzy ustroje, w których rządy były sprawowane dla dobra ogółu (monarchia, arystokracja, politeja), i trzy, w których rządy były sprawowane dla dobra własnej korzyści rządzących (tyrania, oligarchia, demokracja). Przy doskonałych władcach najlepszym ustrojem była monarchia, jednak za najlepszy z możliwych do osiągnięcia Arystoteles uznawał politeję – złoty środek między demokracją a oligarchią.

### Szkoły hellenistyczne

#### Idea hellenistycznego władcy
Po sukcesach Aleksandra Wielkiego nastąpił renesans idei boskości władcy. Działanie boskiego monarchy miało stanowić znamię sprawiedliwości. Najsilniej była akcentowana zasada boskości w Egipcie.

#### Epikurejczycy
Epikurejczycy twierdzili, że państwo jest pożyteczne, gdyż zapewnia minimum moralności, gwarantuje wewnętrzny spokój i chroni przed zawiścią innych. Epikurejczyk miał współpracować z władzą tylko wtedy, gdy wymaga tego jego bezpieczeństwo. Epikureizm był doktryną, która sprzyjała kompromisom i odwrotom w stosunkach politycznych. Do zasad epikureizmu w czasach nowożytnych nawiązywał utylitaryzm.

#### Stoicy
Stoicyzm był najpopularniejszą doktryną filozoficzną i polityczną w epoce hellenistycznej. Świat stoicki był rozumnym ładem i harmonią. Stoicy identyfikowali mądrość z wolnością. Aprobowali prywatną własność i nierówności między ludźmi. Unikali klasyfikowania ustrojów i form państwa; żadnego nie uważali za idealny. Ze wszystkich szkół filozoficznych epoki hellenistycznej stoicyzm był najbliższy polityce: widział w niej narzędzie realizacji filozofii kosmosu, którym rządzi rozum i mędrzec. Stoicy aprobowali państwo pod warunkiem, że było tworem rozumnym. Prawo państwowe powinno być w zgodzie z najwyższym prawem rozumu.
Cyceron traktował państwo jako wytwór naturalnych skłonności ludzi do życia w zbiorowości. Tworzący państwo lud to wspólnota złączona więzami prawa i interesów. Opowiadał się za ustrojem mieszanym, który miał złączyć w harmonijną całość monarchię, arystokrację i demokrację. Postulował „zgodę stanów” jako pojednanie wszystkich cnotliwych w obliczu rewolucji tłuszczy. Był przeciwnikiem demokracji, którą utożsamiał z rządami motłochu. Uważał, że prawa państwowe niezgodne z prawem natury nie są właściwie prawem – a w takiej sytuacji państwo de facto przestaje być państwem.

### Starożytne chrześcijaństwo
Paweł z Tarsu był pierwszym chrześcijańskim autorem, u którego wątki etyczne sąsiadowały z elementami wyraźnej myśli społeczno-politycznej. Uważał, że władza świecka jest bożym sługą, nawet jeżeli osoby sprawujące władzę są poganami. Wobec cesarza i jego urzędników miała obowiązywać lojalność. Podkreślał, że każdy ma pozostawać w swoim stanie i wzywał, by niewolni byli posłuszni swoim panom. Równość obowiązywać miała tylko przed Bogiem; była kategorią ducha.
Ireneusz z Antiochii podkreślał, że państwo pochodzi od Boga i jest niezbędne do poskramiania zła. Państwo ma prawo żądać posłuchu ze strony obywateli, płacenia podatków, szanowania słusznych decyzji urzędów; było ono jednak tworem pogan, co wykluczała wszelką współpracę.
Klemens z Aleksandrii, choć krytykował kult pogańskich cesarzy, wysoko oceniał walory samych instytucji politycznych. Dla Orygenesa cesarstwo jest darem bożym, dlatego chrześcijanie są gotowi wykonywać swe obywatelskie obowiązki i słuchać dobrych praw władzy.
Tertulian z jednej strony krytykował kulturę pogańską i wykluczał optymistyczną wersję Orygenesa chrystianizacja cesarstwa, ale z drugiej – podziwiał organizację rzymskiego aparatu władzy i aprobował chrześcijańskie treści pogańskiego imperium. U Tertuliana definitywnie zakończył się proces kształtowania się wczesnochrześcijańskiej doktryny dualizmu prawa ludzkiego i bożego (naturalnego); zwyciężyła idea bezwzględnego prymatu norm bożych.

#### Teologia polityczna Augustyna
W swej teologii politycznej Augustyn z Hippony rozwinął i zastosował w odniesieniu do życia społecznego zasady odnoszące się do porządku moralnego życia jednostek. Augustyn kładł silny nacisk na etykę, w której zaznaczył się bardzo silnie wpływ greckiego ideału piękna oraz rzymskiego ideału prawa.

##### Miłość i porządek
Etyczne postępowanie polega, według niego, ponad wszystko na szanowaniu porządku bytów, dzięki właściwej ocenie wartości i odpowiadającemu tej ocenie postępowaniu. Porządek moralny jest porządkiem miłości, gdyż to miłość jest siłą zapewniającą życie moralne. Augustyna podkreślał, że moralność ma charakter społeczny, realizuje się w społeczeństwie, we wspólnocie z innymi. Miłość jest wspólnoto-twórcza. Podobnie jak miłość do artysty, rodzi sympatię do wszystkich jego wielbicieli, podobnie jest i w społeczeństwie. Jeśli członkowie społeczeństwa podzielają miłość do Boga, rodzi się miłość między nimi. Sprawiedliwy kocha wszystkich w Bogu, także swoich wrogów. Nie boi się ich, gdyż nie mogą mu odebrać najwyższego dobra, jakim jest Bóg (por. O nauce chrześcijańskiej, I,29.30 PL).

##### Pokój
Według Augustyna celem każdego społeczeństwa jest pokój. Nikt, ostatecznie, nie może go nienawidzić. Nawet napastnik wojnę prowadzi po to, by żyć w pokoju i porządku takim, jakiego on sam sobie życzy. Pokój może się wiązać z buntem przeciw Bogu, może też być narzucony siłą, ale jest pokojem – chociaż jest to pokój niesprawiedliwy. Pokój sprawiedliwy jest uporządkowaną zgodą (łac. ordinata concordia), dokonuje się on, kiedy jest zachowana reguła; „Nikomu nie wyrządzać niesprawiedliwości i być gotowym pomóc każdemu, kto jest w biedzie” (Państwo Boże XIX.12). Zaczyna się to od społeczności podstawowej, naturalnej, jaką jest rodzina, ale tę regułę należy stosowań w większej rodzinie, jaką jest państwo.

##### Dwa państwa
Ponieważ żadne państwo doczesne nie jest rządzone przez samą tylko miłość, w praktyce w każdym kraju istnieją dwie wspólnoty-państwa: państwo Boże i państwo szatana. Nie chodziło Augustynowi o rozróżnienie na instytucję Kościoła i struktury państwa świeckiego. Chodziło mu o dwie wspólnoty ludzi przeciwstawnie do siebie ukierunkowanych duchowo. Z pewnością miał tendencje do tego, by widzieć w ówczesnym Cesarstwie rzymskim, z jego zepsuciem moralnym, obraz państwa szatana, ale bynajmniej nie twierdził, że każde świeckie państwo takim być musi. Przeciwnie państwo jest środkiem zaradczym, ze względu na swoje zewnętrzne uporządkowanie i prawa, przeciw grzechowi. Ziemskie państwo może co najwyżej sprawiać, że ludzie nie będą się bardziej pogrążać w grzechu, bo stwarza warunki zewnętrznego pokoju i bezpieczeństwa. Chrześcijanie powinni być posłuszni nawet tyrańskim władcom. Augustyn twierdził, że władca może ograniczyć na zewnątrz złe czyny obywatela – w konsekwencji akceptował represje wobec heretyków. Państwo ma narzędzia od Boga, by wymierzać kary swym obywatelom. Kar nie potrzebują jedynie nieliczni sprawiedliwi, kierujący się w swym życiu miłością w stopniu doskonałym, będącą darem łaski.

## Średniowiecze
Filozofia polityczna w okresie średniowiecza była ściśle powiązana zarówno z religijnym obrazem świata, jak i aktualnymi sporami politycznymi. Aż do renesansu XII wieku nie uzyskuje samodzielności, lecz jest prowadzona na marginesie innych rozważań filozoficznych. Pierwszym samodzielnym traktatem politycznym od czasów starożytności był napisany ok. 1159 r. Polikrates Jana z Salisbury.
W średniowieczu toczono liczne spory na temat podstawowych zagadnień filozofii politycznej. Jednym z głównych był spór o pochodzenie władzy. Najczęściej wywodzono ją od Boga, choć dyskutowano, czy jest ona przyznana bezpośrednio monarchom, czy też przyznana mu za pośrednictwem ludu (teoria reprezentacji). Zasadniczą kwestią było także to, kto ma sprawować zwierzchność nad światem chrześcijańskim: cesarz czy papież. Cesarsko-papieski spór o inwestyturę cichnie jednak od XII w. wobec partykularnych nurtów myśli politycznej związanych z rozwojem monarchii narodowych.

### Doktryny wczesnego średniowiecza

#### Cezaropapizm: doktryna imperialna Bizancjum
Doktrynalną podstawą aspiracji Bizancjum do władztwa światowego stanowiła teza o rzymskości cesarstwa wschodniego. Stołeczny Konstantynopol został nazwany Nowym Rzymem. Ideologią uzasadniającą absolutną władzę był cezaropapizm, łączący tradycje rzymskie z elementami chrześcijańskimi, a wpływy hellenistyczne z wątkami orientalnymi. Cesarz dysponował pełnią władzy; był twórcą i najwyższym wykonawcą prawa, piastował godność najwyższego sędziego i naczelnego wodza. Cesarz w myśl tej ideologii jest zastępcą Boga do spraw doczesnych. Cesarz Bizancjum stał na czele wielkiej rodziny monarchów i książąt. Cechą charakterystyczną teologii politycznej w Bizancjum było to, że potrafiła połączyć ideę samowładztwa z teorią cesarskich obowiązków. Cesarz miał działać dla dobra poddanych, miał im gwarantować sprawiedliwość. Choć był władcą elekcyjnym, elekcje nie naruszały zasady boskości jego urzędu.

#### Kształtowanie się ideologii władzy w państwach „barbarzyńskich”
W tradycji plemion barbarzyńskich tkwiło przekonanie o tym, że król różnił się od zwykłych śmiertelników. Zgromadzenia powołujące i usuwające monarchów uznawano za instytucje sakralne. Władcy barbarzyńscy przyjmowali chrześcijaństwo, a Kościół dokonał chrystianizacji poglądów o magicznej prerogatywie monarchy. Od VI wieku większość królów plemion barbarzyńskich rządziła już „z Łaski Bożej” (Dei gratia). Włączenie doktryny charyzmatycznego króla w świat wyobrażeń chrześcijańskich wiązała władców Kościołów, co miało zaowocować w przyszłości licznymi konfliktami.
Papież Grzegorz Wielki ogłosił, że zasadniczą powinnością państwa jest zbliżanie ludzi do zbawienia – królestwo ziemskie to przedsionek prowadzący do królestwa niebieskiego. Izydor z Sewilli sformułował pogląd, że granicą lojalności wobec władzy jest przestrzeganie przez nią prawa bożego.

### Uniwersalizm papieski
Papież Grzegorz VII przyjmował, że państwo jest z natury tworem złym. Ma ono rację bytu tylko wtedy, kiedy realizuje postulaty sprawiedliwości bożej. Tylko państwo pobłogosławione przez Kościół może być organizacją użyteczną. Na czele Kościoła stoi papież, jedyny władca uniwersalny, głowa wszystkich panujących. Może usuwać władców z tronu, a ludność poddaną zwalniać z obowiązku posłuszeństwa złym panom.
Doktryna uniwersalizmu papieskiego (papalizm) najpełniej rozwinęła się za pontyfikatu Innocentego III. Tę doktrynę wspierały różne teorie jak np.:
- teoria jedności świata, który zbudowany jest na podobieństwo organizmu człowieczego i nie może mieć dwóch głów, a tylko jedną – papieską,
- teoria Kościoła (duszy) i władzy świeckiej (ciała) – istniała hierarchia bytów, a bytem najwyższym jest byt najbardziej uduchowiony, tj. papież,
- teoria wyższych zadań papiestwa i niższych celów państwa – papież wskazuje wiernym ostateczne cele,
- teoria Kościoła jako instytucji doskonałej i państwa jako tworu obarczonego grzechem – papież może uchylić „grzeszne” postanowienia władzy świeckiej, a nawet usunąć samego cesarza,
- teoria wikariatu – po śmierci cesarza władza powinna wracać do rąk papieża jako „wikariusza Chrystusa”,
- teoria dwóch mieczy – miecz duchowny i miecz świecki należą do Kościoła, pierwszego z nich dobywa Kościół, drugiego dla Kościoła,
- teoria papieża jako reprezentanta ludu rzymskiego,
- teoria darowizny Konstantyna – miała zapewnić papieskiej hegemonii tytuł historyczny. (była to sfabrykowana teoria, według której Konstantyn Wielki przekazał papieżowi władzę nad Rzymem w dowód wdzięczności za ozdrowienie)

W II poł. XIII w. w głoszonych przez papiestwo poglądach górę wziął nurt hierokracji, według którego papież jest źródłem wszystkich władz państwowych. Cesarze byli uznawani za „administratorów z łaski Stolicy Apostolskiej”. W bulli Unam sanctam z 1302 roku papież Bonifacy VIII podniósł swoją uniwersalną władzę do godności dogmatu wiary.
W miarę umacniania się władzy papieskiej rosło znaczenie prawa kanonicznego. Gracjan stwierdził, że prawo natury to prawo boże, zawarte w Piśmie Świętym. Według kanonistów tak zdefiniowane prawo natury stało wyżej od norm pochodzących od ludzi, a jedynym interpretatorem prawa bożego mogła być władza duchowna.

### Uniwersalizm cesarski
Doktryna światowego władztwa cesarstwa ukształtowana w XII i XIII w. była tytułem prawnym, uzasadnieniem i ideologiczną oprawą niemieckiej ekspansji. Obóz cesarski korzystał z argumentów religijnych, historycznych i prawnych.
Zwolennicy uniwersalizmu cesarskiego podkreślali chrześcijański charakter imperium. Papieskiemu prawu kontrolowania władców przeciwstawiali tezę o królu – namiestniku Boga w całym świecie chrześcijańskim. Pomazanie króla przy koronacji czyni go poddanym tylko w obliczu Boga. Anonim Eboracensis z Yorku podkreślał, że władca świecki jest obrazem Boga Ojca a kapłan – obrazem Syna Bożego. Władza duchowna nie może ingerować w sprawy świeckie.
Przy argumentacji historycznej wskazywano na cesarstwo jako schedę odziedziczoną po dawnych Rzymianach; ujmowano jego cele jako misję cywilizacyjną; widziano w światowym zasięgu dawnego Rzymu wzorzec uniwersalnego mocarstwa, którego średniowieczni władcy cesarstwa mieli być naśladowcami; podkreślano, że imperium światowe cesarza niemieckiego to rezultat „przeniesienia” cesarstwa od Franków (po rozpadzie monarchii karolińskiej) albo od Greków (Bizancjum).
Ideologia imperialna znajdowała wsparcie w prawie rzymskim. Glosatorzy przenosili na osobę cesarza justyniańskie pojęcia o władzy rzymskiego imperatora. Fryderyk II Hohenstauf z kodyfikacji justyniańskiej przejął zasadę, że monarcha jest jedynym źródłem sprawiedliwości, nie jest związany prawem, a w działalności prawotwórczej ograniczają go tylko zasady rozumu.

### Doktryna monarchii narodowej

#### Rozwój teorii suwerenności państwa
Idee uniwersalizmu papieskiego i cesarskiego spotykały się z oporem rozwijających się monarchii narodowych. Początkowo doktryny monarchii narodowych akcentowały ideę monarchistyczną jako symbol jednolitego państwa – król był ukazywany jako namiestnik Chrystusa wśród ludu chrześcijańskiego, miał bronić lud przed jego wrogami i gwarantować wewnętrzny pokój. W XII w. potęga monarchy stawała się symbolem jedności państwa, a jego potęga odzwierciedlała narodową świadomość. Wciąż podkreślano jednak sakralny charakter monarchii.
Ideologia monarchiczna zaczęła sięgać do zasady cesarskości suwerennego prawa (pod wpływem justyniańskiej tradycji uznano, że władza króla jest równa władzy cesarskiej). W ten sposób doktryna wyposażyła króla w prawa, które przysługiwały wyłącznie cesarzowi, jak:
- prawo króla-„cesarza” do tworzenia i nadzorowania urzędów,
- prawo do sprawowania najwyższego wymiaru sprawiedliwości,
- wyłączne prawo do prowadzenia wojny,
- prawo do skarbu publicznego i ściągania podatków,
- prawo do fundowania uniwersytetów, znoszenia infamii i legitymowania dzieci nieślubnych.

W XIII i XIV w. w walce z ideą uniwersalizmu zrodziła się teoria regis exempti – twierdzono, że cesarstwo nie dysponuje żadnymi prawami uniwersalnymi, że jest takim samym państwem jak każde inne.
W czasie sporu papieża Bonifacego VIII z Filipem IV Pięknym, królem Francji, ugruntował się pogląd, że suwerenny monarcha podlega Bogu i tylko Bogu, pochodzi i od ludu, i od Boga, przez co jego władza jest godniejsza od władzy papieskiej. Może usunąć papieża z tronu, gdyby ten okazał się przestępcą lub heretykiem.
Prawem rzymskim posługiwano się dla umocnienia władzy sądowej króla oraz dla rozpowszechnienia tezy, że każde państwo ma prawo do własnego systemu norm.
W XIV w. umiarkowanym poparciem cieszyła się teoria o nieograniczonej władzy monarchy.

### Teoria reprezentacji
U jej kolebki tkwiła zasada osobowości prawnej państwa, uznająca państwo za fikcyjną osobę, w której miejsce poszczególnych członków określone jest na podobieństwo budowy ludzkiego organizmu. Na tej podstawie Jan z Salisbury postulował ograniczenie władzy monarszej przez kler. W XIII w. większą popularnością zaczęła cieszyć się teza, że parlament to reprezentacja całej wspólnoty. Celem reprezentacji było wyrażenie zgody na ważne decyzje. Korzystano też z rzymskiej maksymy, że „to co dotyczy wszystkich, powinno być przez wszystkich aprobowane”. Później słowo „wszyscy” zastąpiono „pełnomocnikami wszystkich”.

### Awerroizm łaciński
Awerroizm łaciński wywarł znaczny wpływ na doktrynę polityczną. Sprzyjał kształtowaniu się poglądów o niezależności państwa od Kościoła. Naturalizm i antyindywidualizm awerroistów wykorzystywano dla wzmocnienia idei jedności politycznej i narodowej. Pod pewnym wpływem awerroizmu pozostawali m.in. Dante Alighieri i Marsyliusz z Padwy.

### Teologia polityczna Tomasza z Akwinu
Tomasz z Akwinu podkreślał, że choć cele ludzkie są celami niebiańskimi, to waga spraw doczesnych jest duża. Bóg uczestniczy w porządku naturalnym, którego podmiotem jest społeczeństwo. Łaska z kolei nie niweczy, lecz doskonali naturę.
Przyjął naukę Arystotelesa o człowieku jako istocie społecznej i politycznej oraz zracjonalizował tradycyjną kościelną teorię o boskim pochodzeniu władzy państwowej. Według Tomasza władza państwowa pochodziła pośrednio od Stwórcy (boska była sama zasada władzy, ustrój tworzyli ludzie). Państwo powinno mieć udział w prowadzeniu ludzi ku wiecznej szczęśliwości. W tym celu musi im zapewnić pokój (pax) i porządek (ordo) (hierarchiczna struktura społeczeństwa oparta na nierówności). Dzielił społeczeństwa na optimates (feudałowie duchowni i świeccy), populus honorabilis (ci, którzy posiadają majątek pozwalający żyć z cudzej pracy, lecz nie będący magnatami) i vilis populus (nieposiadający majątku). Utrzymanie prywatnej własności miało być niezbędne do normalnego życia społecznego.
Tomasz zezwalał na osiąganie zysku z handlu pod warunkiem, że ten był społecznie pożyteczny. Dopuszczał pobieranie odsetek od kapitału.
Za najlepszy ustrój uznawał monarchię. Przewidywał jednak jej degenerację – za tyrana uważał tego, kto zdobył władzę nielegalnie, oraz tego, który źle z tej władzy korzystał. Jeżeli naruszał zasady prawa bożego, poddani mieli obowiązek wypowiedzieć mu posłuszeństwo. Jeżeli naruszał zasady prawa naturalnego, to od władzy duchownej zależało czy poddani mogli wystąpić przeciw tyranowi. Państwo miało wywierać nacisk na ludzi, aby właściwie myśleli.
Tomasz twierdził, że prawo jest hierarchiczne. Najwyższym prawem jest prawo wieczne, jego odbiciem w ludzkim umyśle jest prawo natury. Prawo ludzkie ma powstrzymywać człowieka od zła; jeżeli jest ono sprzeczne z prawem natury, nie obowiązuje. Boskie prawo pozytywne jest zawarte w Piśmie Świętym i nauczaniu Kościoła.

### Krytyka papalizmu według Ockhama
William Ockham twierdził, że państwo nie pochodzi od papieża, prawo stanowienia władzy jest prerogatywą przysługującą bezpośrednio i wyłącznie Bogu, z tym że Bóg dał ludziom możliwość powoływania władców wedle ich woli. Ludzie rodzą się wolni i równi – wszyscy uczestniczą w urzeczywistnianiu prawa wybierania sobie władcy, tyle że raz go ustanowiwszy, nie mogą go potem odwołać.
Ockham zmienił skalę wartości norm prawnych. Na szczycie postawił prawo boże, którego wyrazem było tylko to, co zawiera Pismo Święte. Niższym systemem pozostaje prawo naturalne, dostępne ludziom bez objawienia, którego źródłem jest rozum. Tam gdzie nie sięgało prawo natury, człowiek mógł swobodnie układać stosunki prawne. Cechą prawa ludzkiego był podmiotowy charakter normy, głoszącej nienaruszalność praw ludzi. W doktrynie Ockhama dostrzega się zalążek nowożytnej teorii praw podmiotowych.

### Monarchia jako świat pokoju w ujęciu Dantego
Dante Alighieri podstawowe propozycje ustrojowe zawarł w traktacie O monarchii. W ujęciu Dantego monarchia to świat pokoju. Celem państwa było pełne zaspokojenie materialnych i duchowych potrzeb człowieka, a co za tym idzie – doczesna szczęśliwość rodzaju ludzkiego. Proponował restaurację uniwersalnej monarchii obejmującej cały cywilizowany świat. Na jej czele miał stać cesarz rzymski, ale rzeczywistym hegemonem byłby rzymski lud.
Przyjmował równorzędność celów wiecznych i doczesnych oraz równorzędność środków prowadzących do ich urzeczywistnienia. Postulował współpracę między państwem a Kościołem – obydwie instytucje w równym stopniu miały wyrażać wolę Boga.

### Idea suwerenności ludu Marsyliusza z Padwy
Marsyliusz z Padwy twierdził, że interesy i dążenia jednostek nie mogą być sprzeczne z interesami i dążeniami zbiorowości. Państwo to najwyższa zbiorowość, strażnik bezpieczeństwa i pokoju między ludźmi, gwarant harmonijnego ładu w społeczeństwie. Podstawową treścią państwa jest rząd, który musi być monolityczny, w którego rękach muszą być skoncentrowane wszystkie środki przymusu. Prawo do stanowienia praw należy do całego ludu. Zasada suwerenności ludu najlepiej ma się sprawdzać w demokracji. Wola ludu jest rękojmią stanowienia najlepszych norm. Prawo boże w życiu doczesnym jest tylko doktryną (zbiorem niewiążących zaleceń), prawem sensu stricto stanie się dopiero w życiu niebieskim, kiedy będzie opatrzone sankcją. Zasada wywodząca władzę i legitymizację od ludu określana jest mianem zasady suwerenności ludu.
Prawem jest tylko norma pochodząca od ludu i stosowana przez aparat państwa – nie musi być ani dobre, ani sprawiedliwe. Prawo naturalne to z kolei prawo ludzkie, które cieszy się powszechną aprobatą w społeczności świata. Stosunek Kościoła do państwa kształtuje się na zasadzie stosunku części do całości. Powinien być podporządkowany państwu.

## Renesans

### Polityczny realizm Machiavellego
Niccolò Machiavelli twierdził, że zachowanie człowieka poddane jest zawsze dwom zasadom: fortunie (los, przeznaczenie) ivirtu (przedsiębiorczość człowieka). Był przekonany, że historia to powracające cyklicznie proces budowania i umacniania nowego ustroju.
Pisał o potrzebie twardej władzy absolutnej monarchy (księcia). Nowy porządek, mogący przełamać chaos i zepsucie, musi być utrwalony tylko przez władzę jednostki i użycie wyjątkowych środków. Dyktatura jest niezbędna, gdyż nowy ustrój musi rozprawić się ze swoimi wrogami – przestrzeganie reguł moralnych nie może stanowić przeszkody. Okrucieństwo księcia we właściwych rozmiarach i we właściwym czasie jest cnotą. Władca powinien zachować co najmniej pozory łaskawości, prawości, ludzkości i pobożności. Polityczny przywódca musi być realistą. Ma być protektorem rzemieślników, bankierów, kupców i dzierżawców. Jego dyktatura ma być tamą dla warcholstwa i awanturnictwa. Religia bywa pożyteczna, gdy kształtuje cnoty obywatelskie. Ma być religią państwową, obywatelską – na wzór religii starożytnych Rzymian.
Po ustabilizowaniu rządów przez absolutyzm jednostki ten ostatni powinien zostać zastąpiony przez republikę. Jest to lepszy ustrój, gdyż lepiej gwarantuje trwałość ustroju i lepiej chroni powszechną wolność. Najlepsza republika miała łączyć elementy rządów monarchicznych, arystokratycznych i demokratycznych.
Gwarancją trwałości i rządności republiki miało być prawa (jedyny ustawodawca to państwa) i silna armia złożona z własnych obywateli.

### Doktryna suwerenności państwowej Bodina
Jean Bodin swoje poglądy przedstawił przede wszystkim w traktacie Sześć ksiąg o Rzeczypospolitej. Odrzucił Biblię jako źródło dowodzenia. Za punkt wyjścia dla badań przyjmował doświadczenie (wypływające z praktyki ustrojowej). Jego teza o suwerenności władzy państwowej wpłynęła na umocnienie się doktryny absolutyzmu.
Na miano państwa zasługiwał tylko taki rząd, który jest sprawiedliwy (respektuje prawo boże i naturalne). Państwo to organizacja publiczna, wznosząca się ponad rodzinami, stanowiącymi podstawowe i naturalne komórki życia w państwie. Najważniejszą cechą każdego państwa jest ta, że na jego czele stoi suwerenny władca. Bodin uważał, że monarchia czysta i absolutna jest najpewniejszą rzecząpospolitą i bez porównania najlepszą ze wszystkich.
Wychodząc z założenia wyłączności prawodawczej suwerennej władzy, doszedł do teorii, że prawo jest rozkazem suwerena i że podstawą wiążącej mocy normy jest jej pochodzenie od suwerennej władzy. Z drugiej strony prawo to taki rozkaz suwerena, który powinien być sprawiedliwy. Prawe rządzenie to stanowienie prawa zgodnego z prawem bożym i naturalnym, jednak ich naruszenie nie uchyla prawa pozytywnego.
Podkreślał ideę nietykalności własności. Wierzył w stabilność sojuszu francuskiego mieszczaństwa z władcą. Suwerenność władcy w jego ujęciu była niepodzielna i zupełna także na zewnątrz państwa (np. nie można żądać, by uznawał zwierzchność papieża nad sobą). Kościół krajowy miał szansę odegrać pozytywną rolę w kształtowaniu miłości i szacunku dla suwerena. Zakres jego obowiązków miał określać sam monarcha.

### Monarchomachowie
Monarchomachowie (inaczej tyranobójcy) byli przeciwnikami monarchii absolutnej we Francji. François Hotman gloryfikował czasy Franków, kiedy tron był elekcyjny i gdy lud rozstrzygał o rozmiarach władzy monarszej. Szansę na przywrócenie pomyślności społeczeństwa upatrywał w restauracji pierwotnej potęgi Stanów Generalnych.
Podstawową tezą bardziej radykalnych monomarchów była idea suwerenności ludu.
Twierdzili, że zwierzchnictwo ludu ma wsparcie w historii – lud określił stanowisko władcy w umowie, kiedy tworzył państwo. Treścią umowy było przekazanie królowi tylko władzy delegowanej; jej najistotniejszą część lud zatrzymał dla siebie. Monarcha jest związany porozumieniem z ludem; kiedy go nie przestrzega, może stracić nie tylko koronę, ale i życie. Monarchomachowie sięgali do argumentów racjonalnych – lud nie jest na tyle głupi, by oddać królowi władzę absolutną. Oddał tylko tyle, ile trzeba do samego funkcjonowania państwa. Złamanie społecznego kontraktu jest wystarczającą podstawą do czynnego oporu – rozstrzygnięcie, czy kontrakt został złamany należy do ludu.
Podkreślano, że król jest niższy od ludu, który jest suwerenem, lecz jest usytuowany ponad jednostką. Opór przeciw władzy nie może być dziełem osoby prywatnej. Przeważało stanowisko, że prawo do oporu ma dygnitarz-arystokrata jako reprezentant ludu.
Monarchomachowie wzbogacili pochodzącą z XIV w. teorię o suwerenności ludu o przekonanie, że synonimem państwa jest nie tylko monarcha, ale i reszta społeczeństwa (stany polityczne zgromadzone w organie przedstawicielskim).

### Polityczne idee reformacji

#### Absolutyzm władzy według Lutra
Marcin Luter przy wykładni Pisma Świętego zastąpił autorytet Kościoła autorytetem własnej osoby. Uważał Kościół za niewidzialną wspólnotę wiernych. Głosił, że państwo nie może niczego zrobić dla zbawienia człowieka. Kontroluje jednak postępki ludzi. Aby państwo mogło przykładnie karać występnych poddanych, konieczne jest wyposażenie władcy w pełnię praw do nieskrępowanego działania. Potrzebne jest państwo surowe wobec poddanych, w którym rządzi władca absolutny. U Lutra obowiązek posłuszeństwa jest totalny; przeciwko tyranowi nie przysługuje prawo oporu.
Religia opiera się na miłości Boga, Kościół to związek sumień wiernych, a kiedy trzeba odwołać się do przymusu – państwo jawi się jako rzecznik niewidzialnego Kościoła. Karze publicznie głosicieli zgubnych doktryn, jest oficjalnym interpretatorem Pisma Świętego. Książę jest faktycznym dysponentem władzy w sprawach wiary.

#### Absolutyzm Boga według Kalwina
W teologii politycznej Jana Kalwina znajdowały się wątki zaczerpnięte:
- z augustianizmu,
- z nauki Lutra,
- z tez Ulryka Zwingliego.

Bóg jest obecny przy podejmowaniu państwowych decyzji. Absolutyzm władcy jest absolutyzmem Boga. Kierowani przez Boga rządzący są otoczeni bożym majestatem. Władza w państwie nie stanowi osobistego przywileju monarchy bądź prawa rządzącej ekipy; nie pochodzi od ludu; należy bezpośrednio do samego Stwórcy. Rewolta jest niemożliwa, gdyż nie można stawiać oporu władcy, nie stawiając oporu Bogu. Wyjątkiem są organy powołane do stawiania oporu złej władzy.
Kalwin był niechętny monarchicznej strukturze państwa. Powoływał się na Stary Testament, głoszący, iż najlepszym ustrojem jest republika arystokratyczna. Najlepszym ustrojem według Kalwina była republika najlepszych, wybitnych. Kościół to siła samoistna zdolna do wykonywania zadań duszpasterskich i do sprawowania władzy doczesnej; jest organicznie powiązany z aparatem władzy. Państwo utrzymywało wiarę chrześcijańską przez dobre prawa, statuty i kary.

### Renesansowa utopia More’a
Thomas More twierdził, że podstawą zła jest istnienie własności prywatnej. Oburzał go absolutyzm w ustroju. Ideałem dla niego był ustrój fikcyjnej wyspy Utopii opisanej w książeczce wydanej w 1516 roku.
Na Utopii nie ma własności indywidualnej. Komunizm mieszkańców zakłada rygorystyczne przestrzeganie zasada równości. Ustrój polityczny jest hierarchiczny i demokratyczny zarazem – każde 30 rodzin wybiera swoich urzędników (filarchów), ci z kolei spośród siebie wyłaniają swoich szefów (protofilarchów). Na czele stoi książę wybrany z grona czterech kandydatów wysuniętych przez lud na zgromadzeniu filarchów i protofilarchów. Książę ma władzę dożywotnią, ale w przypadku ujawnienia skłonności do tyranii może zostać usunięty. Główną zasadą polityki zagranicznej jest troska o zachowanie równowagi politycznej na pobliskim kontynencie. Prawa na Utopii są proste i nieliczne. Zasadą jest powszechna tolerancja.

### Polska myśl polityczna „złotego wieku”
Jan Ostroróg głosił program wzmocnienia władzy króla. Żądał współpracy sejmu z monarchą. Podkreślał suwerenność króla w polityce zagranicznej. Sprzeciwiał się utrzymywaniu zależności od papiestwa i prawu apelacji do kurii od wyroków sądów duchownych.
Filip Kallimach domagał się zniesienia przywilejów szlacheckich i kościelnych. Monarcha miał załatwiać ważne sprawy państwowe tylko z tajną radą, a mocnym wsparciem dla absolutystycznego władcy miały być skarbce miast.
W połowie XVI w. pojawił się średnioszlachecki ruch polityczny zwany egzekucyjnym. Łączył hasło nihil novi z zasadą silnego rządu. Podkreślali, że król nie jest zwierzchnikiem państwa i że nie może niczego stanowić bez stanów sejmowych. Dopiero połączone trzy stany sejmowe reprezentują Rzeczpospolitą. Był to program antykrólewski i antymagnacki.
Andrzej Frycz Modrzewski skonstruował ideę złagodzenia przedziałów stanowych; proponował też pewną demokratyzację ustroju państwa i wzmocnienie władzy królewskiej. Monarcha miał stać na czele państwa, być arbitrem w sporach między stanami, twórcą obywatelskiej zgody. Do niego miał należeć decydujący udział w tworzeniu prawa. Frycz Modrzewski domagał się także kodyfikacji praw.
Pod koniec XVI w. wzmocnienie władzy królewskiej postulowali pisarze związani z obozem dworskim króla Zygmunta III Wazy. Krzysztof Warszewicki optował za rządami silnego, dziedzicznego króla. Jednak ostatecznie górę wzięła ideologia szlacheckiej dyktatury, powiązana z restauracją średniowiecznej doktryny papalnej.
Są to przedstawiciele jednego z nurtów, bardziej krytycznego wobec ustroju, jaki panował w Rzeczypospolitej Obojga Narodów. Autorzy tacy jak np. Stanisław Orzechowski twierdzili, że ustrój Rzeczypospolitej jest najlepszym na świecie i każdy naród winien się na nim wzorować.

### Idee klasycznego absolutyzmu Richelieu i Ludwika XIV
Richelieu swój wykład na temat zasad absolutystycznej polityki zawarł w Testamencie politycznym. Pojęciem nadrzędnym dla Richelieu było irracjonalne pojmowanie „wielkości Państwa”. Był bezlitosny dla wrogów tronu. W instytucji sprzedawalności urzędów widział gwarancję lojalności kupujących wobec króla. Poglądy Richelieu przygotowały grunt pod absolutyzm klasyczny.
Głównymi rzecznikami tego ostatniego byli Ludwik XIV, król Francji, oraz Jacques-Bénigne Bossuet. Opowiadali się za pełnią władzy monarszej, nieskrępowanej ani przez prawo, ani przez Kościół, ani przez stany.
Król był symbolem rozumu, a jego władza podlegała tylko Bogu i rozumowi. Był identyczny z państwem, on tylko rozstrzygał o tym, co jest racją stanu, a co nie. Monarchę nie mogło wiązać nawet to prawo, które sam stworzył. Jednostka była pozbawiona praw w przypadku kolizji z władzą i wolą monarchy. Egzekwowanie królewskich rozkazów miała zapewnić doskonalona teoria policji.

## Wczesna nowożytność

### Teologia polityczna kontrreformacji
Za jej twórcę uznaje się Francisco Suareza. Swoje polityczne i prawne poglądy przedstawił w traktacie O prawach i Bogu jako prawodawcy (1612).
Według Suareza prawo ludzkie może rozwijać się tylko na podstawie i w ramach prawa natury. Naczelną zasadą tego ostatniego jest dobro powszechne (w sensie dobra wspólnoty i dobra poszczególnych jej członków). Zadaniem państwa jest wychowywanie dobrych obywateli. Każde państwo może osiągnąć swoje cele tylko w połączeniu z poszanowaniem ogólnych interesów ludzkości.
Każda władza ma źródło w suwerennej woli ludu. Dopuszczalny jest każdy ustrój, pod warunkiem, że jest legalny. Jednak od każdej władzy państwowej wyższa jest władza papieska, która pochodzi bezpośrednio od Boga.

### Racjonalistyczna szkoła prawa natury Grocjusza
Twórcą XVII-wiecznej szkoły prawa natury był Hugo Grocjusz. Zasady swojej doktryny przedstawił w Wolności mórz (1609) i wO prawie wojny i pokoju (1625).
Według Grocjusza nakazy i zakazy prawa natury wynikają stąd, że pewne działania są dobre lub złe same z siebie, a nie dlatego, że za takie ogłosił je Bóg w objawieniu. Do poznania zasad prawa naturalnego może dojść tylko przez badanie społecznej natury człowieka. Cechą niezmienną człowieka jest popęd społeczny. Do fundamentalnych praw natury zalicza obowiązek nienaruszania cudzej własności, obowiązek wynagradzania szkód, obowiązek dotrzymywania umów i obowiązek ponoszenia kary za popełnione przestępstwa.
Odróżniał wojny sprawiedliwe od niesprawiedliwych. Sympatyzował z władzą absolutną. W państwie widział dzieło kontraktu.

### Utylitaryzm i demokracja w ujęciu Spinozy
U podstaw doktryny Barucha Spinozy leżała zasada tolerancji (wynikała z krytyki Pisma Świętego). Twierdził, że religia to tylko wykład zasad moralnych, a prawda to domena filozofii. Wolność przekonań to podstawowe naturalne prawo człowieka (nawet umowa społeczna nie może mu go odebrać).
Przyjmował, że stan natury był stanem trwogi i wzajemnej wrogości ludzi (granicą praw naturalnych ludzi była tylko ich siła). Dlatego ludzie zrzeszyli się w społeczeństwie; umowa społeczna stworzyła państwo w imię słuszności. Umowa polegała na tym, że jednostki zrzekały się posiadanych praw na rzecz całego społeczeństwa. Władza suwerenna to władza absolutna (absolutnego społeczeństwa). Najbardziej naturalnym i użytecznym ustrojem jest demokracja. To jedyny ustrój, w którym trwa równość. Spinoza uważał za prawie niemożliwe, aby większość zebrana na zgromadzeniu mogła uchwalić niedorzeczności.

### Absolutyzm w ujęciu Hobbesa
Thomas Hobbes przedstawił swoje poglądy filozoficzne w dziełach Podstawy prawa naturalnego i polityki, O obywatelu, O ciele, O człowieku. W 1651 ukazał się jego traktat, będący pochwałą absolutyzmu – Lewiatan.
System filozoficzny Hobbesa był racjonalistyczny – opierał się na przekonaniu, że świat jest gigantycznym przyrodniczym mechanizmem, którego najprostszym i podstawowym elementem jest człowiek. Z kolei podstawą systemu politycznego dla tego angielskiego filozofa było założenie, że człowiek jest rządzony namiętnościami.
Człowiek mimo to jest istotą rozumną, ma instynkt samozachowawczy. Ludzie odnieśli zwycięstwo nad swoimi namiętnościami przez czynny akt woli, tj. przez zawarcie umowy społecznej. Państwo – wielkie ciało na kształt Lewiatana – wchłonęło w siebie jednostki.
Państwo jest absolutnym władcą jednostek – suweren otrzymał władzę jakby w darze od ludzi. Prawa władcy-suwerena są niepodzielne. Absolutyzm jest wyrazem woli ludzi i wynika za racjonalnych przesłanek. Stanowi dobrodziejstwo w porównaniu z konsekwencjami potencjalnej anarchii.
Dla Hobbesa państwo absolutystyczne było synonimem sprawiedliwości. Twierdził, że mądry władca nigdy nie będzie tyranem. Posłuszeństwo poddanych ustaje w momencie, w którym władca traci możliwość zapewnienia im bezpieczeństwa.

### Liberalizm polityczny Johna Locke’a
John Locke, współtwórca liberalizmu i teoretyk utylitaryzmu, wyłożył swoje poglądy m.in. w Liście o tolerancji i Dwóch traktatach o rządach.
W stanie natury panował odwieczny system moralny, który miał chronić jednostkę przed złem. Ludzie zdecydowali się na utworzenie rządu, bo stan natury był niepewny. Państwo powstało w drodze umowy, składającej się z dwóch aktów: 1) jednostki umówiły się ze sobą, tworząc społeczeństwo; 2) umowa społeczeństwa z władzą stworzyła rząd, czyli państwo. Zerwanie umowy z władzą nie niweczyło społeczeństwa.
Ludzie oddawali władzy państwowej tylko jedno uprawnienie – prerogatywę karania gwałcicieli prawa. Locke sformułował podstawową ideę liberalizmu – zasady indywidualizmu oraz leseferyzmu (wolności jednostki od państwa). Opowiadał się za autonomią partii politycznych, stowarzyszeń, korporacji, spółek i przedsiębiorstw.
Wzorem dobrego rządu była umiarkowana monarchia, w której władza byłaby podzielona. Najlepiej byłoby, gdyby prawodawstwu, wykonawstwu ustaw i obronie kraju odpowiadały władze ustawodawcza, wykonawcza (rządzenie i wymiar sprawiedliwości) i federacyjna (polityka zagraniczna).
Parlament powinien reprezentować jak największą liczbę obywateli i podejmować decyzje większością głosów. Wybory do parlamentu miały być aktem opartym na cenzusie majątkowym.
W związaniu parlamentu prawami podmiotowymi jednostek upatrywał najważniejszy element systemu konstytucyjnych gwarancji, chroniących górę mieszczańsko-szlacheckiego społeczeństwa.

### Ideologia złotej wolności w Polsce
Jej składnikami były: 1) zasada komitywy w stanie szlacheckim; 2) teoria mieszanej formy rządu z kultem zasad jednomyślności, pospolitego ruszenia i wolnej elekcji, 3) idea praworządności, 4) pochwała równości i własności, 5) nakaz obrony katolicyzmu i imperatyw integralności terytorialnej kraju.
Komitywa w stanie szlacheckim budziła w przedstawicielach tego stanu szczerą dumę, co znalazło odzwierciedlenie m.in. w Głosie wolnego wolność ubezpieczającego Stanisława Leszczyńskiego.

## Oświecenie

### Absolutyzm oświecony
Był negacją i zarazem kontynuacją absolutyzmu klasycznego. Credo monarchy absolutnego to „jestem sługą państwa”, „pierwszym urzędnikiem w państwie”, „sługą interesu ogólnego” itp.

### Humanitaryzm prawniczy
Pierwszym przedstawicielem tego nurtu był Cesare Beccaria. Przeprowadził krytykę starych pryncypiów w prawie karnym (m.in. przestępstwa jako aktu obrazy Boga). Głosił zasadę, że nie ma przestępstwa bez ustawy i że nie ma kary bez ustawy. Wnioskował przyjęcie zasady domniemania niewinności oskarżonego w procesie.

### Fizjokratyzm
Twórcą tej szkoły był François Quesnay. Fizjokraci wyodrębnili w społeczeństwie trzy klasy: 1) klasę właścicieli ziemskich; 2) klasę produkcyjną (rolnicy uprawiający ziemię); 3) klasę „jałową” (wszyscy, którzy nie trudnili się pracą do roli). Podstawowymi formułami fizjokratycznego porządku były własność (o charakterze kapitalistycznym), wolność osobista i obowiązek pracy.
Państwo miało być instytucją stojącą na straży naturalnego ładu, strzegącą prywatnej własności, bezpieczeństwa, wolności naturalnej, swobody produkowania dóbr na rynek.
W wyniku umowy społecznej jednostki nie zrzekły się na rzecz państwa żadnego ze swych przyrodzonych praw, lecz uzyskały ich poszerzenie głównie w zakresie ochrony własności. Władza najwyższa miała pozostać w rękach absolutystycznego i dziedzicznego monarchy.
Trwałym dorobkiem tej szkoły była idea liberalizmu gospodarczego i państwa jako strażnika ekonomicznych interesów rządzących.

### Liberalizm arystokratyczny Monteskiusza
Monteskiusz, twórca idei monarchii konstytucyjnej i liberalizmu arystokratycznego, wychodził w swoich teoriach z głębokiego relatywizmu. Życie społeczne powinien przenikać duch praw, który polega na różnych stosunkach, jakie prawa mogą mieć z różnymi rzeczami. Zasady prawne muszą być zróżnicowane, muszą uwzględniać warunki życia ludzi i okoliczności. Monteskiusz przyjmował, że proces dziejowy to wypadkowa czynników natury fizycznej (klimat, środowisko, ekonomika) i natury moralnej. Relatywność zjawisk wyklucza ustroje idealne.
Wolność polityczna polega na tym, że robi się to, co się powinno chcieć. Wolność możliwa jest tylko w państwie praworządnym. Prawo powinno być wypełnione duchem umiarkowania.
Monteskiusz dokonał systematyki ustrojów politycznych według kryterium natury rządów (to, co określa istotę państwa) i jego zasady (to, co określa jego działanie). W ten sposób wyróżnił ustroje republikański (dzielił się na demokrację i arystokrację), monarchiczny i despotyczny. Zasadą demokracji są cnota i skromność, cechy występujące rzadko, przez co nie mogą stać się podstawą władzy suwerennego ludu. Zasada rządu despotycznego jest skażona, bo ten ustrój lekceważy prawa i czyni cnotę z lęku poddanych. Najlepszym ustrojem jest monarchia, będąca najpewniejszą gwarancją odporności na despotyzm. Zaporę dla despotyzmu stanowią parlament oraz prerogatywy innych ciał pośredniczących; najskuteczniejszą barierą jest podział władz na prawodawczą (dwuizbowy parlament), wykonawczą (król) i sądową (kadencyjne trybunały).
Hamulcem dla parlamentu byłoby przyznanie monarsze prawa zwoływania i odraczania posiedzeń parlamentu, dla monarchy odsunięcie od inicjatywy ustawodawczej, a dla sądów – związanie ustawą i wymóg rotacji kadr wymiaru sprawiedliwości.

### Rozwój myśli liberalnej

#### Liberalizm oświecony Voltaire’a
Voltaire dowodził, że duch ludzki stanowi wypadkową klimatu, rządu i religii. Oświecony monarcha, protektor filozofii i przyjaciel filozofów powinien być promotorem likwidacji despotyzmu, rezygnując z władzy absolutystycznej na rzecz umiarkowania. Nie ma powodu dopuszczać biedoty do rządów. Wolność jest sprzężona z własnością, a nie z równością. Równość w sferze politycznej jest osiągalna, gdy wszyscy są jednakowo zamożni. Voltaire uważał, że oświecona monarchia absolutna jest właściwą oprawą dla liberalizmu gospodarczego.

#### Liberalizm radykalny Diderota
Dla Denisa Diderota świat był dynamiczną całością, która znajduje się w ustawicznym ruchu. Odrzucał wyobrażenie o istnieniu niezmiennego boskiego ładu w przyrodzie. Był zwolennikiem ewolucji. Uważał, że człowiek z natury jest dobry. Źródeł powszechnej moralności szukał w odbudowaniu więzi społecznych. Potępiał wszelki absolutyzm. Chciał, aby parlament był reprezentantem suwerennego ludu, który miał skutecznie kontrolować rząd. Podobnie jak inni encyklopedyści, uważał, że bogacenie się jednostek prowadzi do powszechnego dobrobytu. Opowiadał się za powszechnością oświaty.

#### Liberalizm gospodarczy Smitha
Adam Smith, jeden z twórców szkoły klasycznej w ekonomii, uważał, że społeczeństwo stanowi agregat luźno ze sobą związanych jednostek. Ustrój społeczny (i samo państwo) rodzi się spontanicznie pod wpływem żywiołowo układających się i rozwijających się stosunków między ludźmi. Gospodarką rządzą określone obiektywne prawa ekonomiczne. Wszelka wartość jest rezultatem produkcyjnej pracy ludzkiej. Najbardziej naturalną i najpewniejszą ochroną praw jednostki zapewnia wolna konkurencja. Podstawowe zadanie państwa to ochrona reguł, które rządzą gospodarką; nie mogło jednak ingerować w życie gospodarcze ani próbować moderować stosunków społecznych.

### Komunistyczna utopia Mesliera
Jean Meslier głosił deterministyczną i materialistyczną doktrynę filozoficzną. Przyjmował, że w przyrodzie działają prawidłowości i związki przyczynowe. Uważał, że należy wypowiedzieć bezpardonową walkę religii, odgrywającej czołową rolę w utrzymywaniu nierówności społecznych i ucisku biednych przez bogatych.
Wzorowa społeczność to komunistyczna gmina, żyjąca w skrajnym egalitaryzmie pod rządami najmądrzejszych. Do poprawy świata mogło dojść tylko przez rewolucyjne działanie mas.

### Ideologia nowożytnej demokracji Rousseau
Rousseau w rozprawie Czy odrodzenie nauk i sztuk przyczyniło się do odrodzenia się obyczajów? doszedł do wniosku, że człowiek z natury jest dobry, lecz rozwój kultury doprowadził go do moralnej degradacji. W Rozprawie o pochodzeniu nierówności między ludźmi (1753) wystąpił z tezami, że społeczeństwo jest niesprawiedliwe, oszukuje i demoralizuje ludzi, a człowiek w stanie natury był szczęśliwy.
Człowiek pod wpływem klęsk elementarnych musiał łączyć się z innymi; później powstała rodzina. Własność dała początek pierwszej epoce nierówności (podziałowi na bogatych i biednych). Wreszcie powstało państwo – rezultat paktu zawartego z inicjatywy bogatych. W pierwszym etapie zawarto pakt poddania, w którego wyniku powstała społeczność polityczna. W drugim etapie powstała władza wykonawcza, której działanie było skierowane na umocnienie nierówności między ludźmi.
W Umowie społecznej (1762) podał receptę na uniknięcie negatywnych skutków cywilizacji: zawarcie tytułowej umowy społecznej. Istotą tej umowy miała być wolność wszystkich ludzi jako podstawa wszelkiej wolności. Umowa społeczna dała początek zasadzie suwerenności ludu – suwerenność była niepodzielna, nie można też było oddać jej ani królowi, ani posłom w parlamencie. Rousseau odrzucał zasadę podziału władz. Twierdził, że wszystkie rodzaje władz są synonimem jednolitego i niepodzielnego zwierzchnictwa ludu. Wyraźnie odróżniał rozdział funkcji od podziału władzy.
Lud miał stanowić prawo przez wolę powszechną (interes powszechny), niemającą jednak żadnego związku z jednomyślnością, czy nawet większością. Istotą suwerenności ludu była jego wyłączność prawodawcza. Innym jego zadaniem było kontrolowanie rządu, mogącego mieć postać monarchiczną, arystokratyczną (rząd mądrych ludzi) lub demokratyczną.

### Idee rewolucji amerykańskiej
Amerykanie przyjęli, że prawa natury nie są tylko zbiorem nakazów moralnych, ale zarazem tworzą system abstrakcyjnej sprawiedliwości, któremu człowiek musi się podporządkować, ponieważ wyrażają naturalny stan człowieka. Naturalnym stanem jednostki są pełna wolność i równość. Amerykanie stali na stanowisku, że prawa fundamentalne stanowią odbicie praw naturalnych, niepodzielnych i niezbywalnych – wśród nich wymieniali prawo do życia, do wolności, do własności, do szczęścia i do wolnego sumienia.
Thomas Jefferson, pierwsza postać wśród ideologów rewolucji amerykańskiej, przejął od Locke’a konstrukcję, głoszącą niezbywalność praw ludzi, które państwo ma gwarantować. Rządy to sprawa porozumienia między ludźmi, a nie ugody osiągniętej ponad ich głowami. Gdyby rząd nie potrafił lub nie chciał gwarantować praw fundamentalnych, lud ma prawo rząd upomnieć, zmienić, a nawet obalić. Jefferson opowiadał się za demokracją polityczną. Obawiał się „republikańskiej monarchii” – żądał zakazu reelekcji prezydenta i rozszerzenia prerogatyw kongresu. Był też zwolennikiem demokracji socjalnej. Krytykował rozwój wielkich fortun i marzył o programie upowszechnienia własności.

### Doktryny polityczne Wielkiej Rewolucji Francuskiej
Emmanuel Sieyès w broszurze Kim jest stan trzeci? stwierdził, że zasady równości i wolności kierowały się przeciwko największemu wrogowi narodu, tj. absolutystycznej monarchii, strzegącej stanowych przywilejów.
Deklaracja Praw Człowieka i Obywatela z 26 sierpnia 1789 głosiła, że ludzie rodzą się i pozostają równi w swoich prawach, a źródłem władzy zawsze jest naród. Proklamowała też nienaruszalność własności prywatnej. Sieyès odrzucał zasadę demokracji jako formę realizacji suwerenności narodu.
Dla Maximiliena Robespierre’a ideałem była zbiorowość drobnych przedsiębiorców, ludzi żyjących niezależnie i zarazem cnotliwych (pracowitych, zaradnych, zdolnych do rozwijania inicjatywy, hołdujących umiarowi). Wierzył, że lud jest dobry, cierpliwy i szlachetny. Według jakobinów szkołą obywatela-rewolucjonisty miały być religia i wychowanie. Robespierre uważał, że wiara w Najwyższą Istotę stanowi naturalny światopogląd ludu i tym samym jest rękojmią publicznego sumienia.

### Doktryny zachowawcze
Katalog wartości konserwatywnych obejmuje:
- przekonanie o tym, że ciągłość, trwanie w historii jest konieczne dla stworzenia właściwego kształtu każdej społeczności (często konserwatyści u podstaw procesu historycznego stawiają Boga jako źródło porządku społecznego),
- przedstawienie człowieka jako tworu ukształtowanego dzięki tradycji, wierze, wychowaniu, rodzinie i środowisku, który swoje prawa zawdzięcza wspólnotom, w jakich żyje, będąc zarazem gwarantem tych praw,
- przeświadczenie, że poznanie świata nie ogranicza się do rozumu i zmysłów; człowiek pewniejszą wiedzę uzyskuje dzięki wierze, mądrości pokoleń zawartej w tradycji, zaufaniu do autorytetów,
- uznanie, że jednostka nie ma i nie powinna mieć istotnego wpływu na kształtowanie państwa i innych instytucji, powinny one wzrastać w ewolucyjnym procesie historycznym.

Byli przeciwni koncepcjom: stanu naturalnego ludzkości, umowy społecznej jako źródła powstania społeczeństwa i państwa, teorii o przyrodzonych prawach podmiotowych jednostki wywodzących się z prawa naturalnego, ograniczenia funkcji i zakresu władzy państwowej.

#### Teokraci francuscy
W teokracji najważniejsze było założenie, że władzę suwerenną w państwie posiada i realnie sprawuje Bóg.

##### Bóg jako suweren w ujęciu de Maistre’a
Joseph de Maistre krytykował absolutyzowanie roli jednostki w społeczeństwie oraz protestantyzm głoszący zasadę bezpośredniej łączności człowieka z Bogiem. Twierdził, że zasad ustroju państwa „nie tworzy się”, lecz „odkrywa”, gdyż istotnym jej autorem jest Bóg-prawodawca. Bez posłuszeństwa wobec Boga i poddania się nakazom religii nie jest możliwe wypełnianie powinności obywatelskich. W Wieczorach petersburskich de Maistre stwierdził, że bez instytucji kata nie ma mowy o majestacie władzy. U de Maistre’a tradycja wyraźnie ustępowała wizji ponadczasowego boskiego ładu. Rewolucja była godna moralnego potępienia, gdyż rozbudzała najgorsze ludzkie instynkty. Podobnie jak Augustyn i Hobbes uważał, że człowiek jest z natury zły. De Maistre był ultramointaninem – zwolennikiem absolutnej władzy papieża w Kościele.
Boska jest sama idea władzy, lecz formy, które przybiera, zależą od ludzi. Prawa mają w najwyższym stopniu uwzględniać charakter narodowy i wszystkie inne czynniki różnicujące społeczności ludzkie. Człowiek jest kształtowany przez historię i to nie indywidualną, lecz historię wspólnoty, w której żyje on sam i żyli jego przodkowie. De Maistre twierdził, że dopiero przynależność do wspólnoty, w tym przypadku państwowej i narodowej, decyduje o tożsamości człowieka.
De Maistre dopuszczał i despocję, i demokrację, ale osobiście był przekonany o walorach władzy monarchicznej. Koncepcji podziału władzy Monteskiusza przeciwstawiał model władzy jednolitej, absolutnej, optymalnej dla danego społeczeństwa, posiadającej związki z absolutem. Zróżnicowane państwa Europy, poddane zwierzchnictwu papieskiemu autorytetowi, w przyszłości miały utworzyć wspólnotę chrześcijańską.
Do zwolenników teorii de Maistre’ należał m.in. Henryk Rzewuski.

#### Hierachia w ujęciu Bonalda
Louis de Bonald uznał, że podstawą tradycji, która w ciągu następujących po sobie pokoleń tworzy podstawy społeczeństwa, jest język. Człowiek ma naturę społeczną, dzięki językowi może wyrazić idee, przenoszone na przyszłe pokolenia i składające się wspólnie na tradycję danej wspólnoty.
Od de Maistre’a różniło de Bonalda przede wszystkim przekonanie, że społeczność istnieje i stanowi funkcjonalną całość, tymczasem gdy de Maistre dostrzegał w relacjach między jednostkami skłonność do chaosu, którą mógł opanować tylko absolutny władca.
Według de Bonalda państwo powinno opierać się na hierarchii, władzy i prawie, będącym wyrazem woli Boga. Hierarchia zawsze występuje w triadzie – na jej czele stoi władza (Bóg, król, ojciec), następnie hierarchię tworzą wykonawcy (kler, arystokracja, matka) i poddani (wierni, naród, dzieci).
Zgodność ustroju społecznego z wolą Boga gwarantuje stała obecność w życiu społecznym religii i Kościoła katolickiego. Państwo powinno realizować – poza prawem – zasady moralności głoszone przez Kościół. Państwo ma być oparte na religii, a takiemu państwu powinny podporządkować się osoby duchowne. Monarcha, będący w państwie czym jest papież w Kościele, absolutnie panuje nad wszystkimi poddanymi (a więc także duchownymi).

## XIX i XX wiek

### Romantyzm polityczny

#### Chateaubriand jako obrońca teorii rojalistycznych
François-René de Chateaubriand wyraźnie potępiał rewolucję. W wystąpieniu przeciw monarchii dostrzegł zachwianie porządku nie tylko we Francji, ale i w całej Europie. W katolicyzmie widział źródło wolności człowieka, która mogłaby stać się podstawą dla porewolucyjnej rzeczywistości. Gwarancję wolności widział we własności prywatnej, z drugiej jednak strony w postępie materialnym dopatrywał się źródła dezintegracji społecznej.

#### Romantynzm niemiecki
Joseph Görres był zwolennikiem federalizmu Niemiec, w teorii państwa znajdował miejsce na elementy umowy suwerena z poddanymi. Schlegel i Schleiermacher akcentowali rolę jednostek w państwie.
Novalis i Johann Gottfried von Herder byli zafascynowani rewolucją.
Nierzadko niemieccy romantycy uznawali indywidualne uczucia obywateli (miłość) za jeden z podstawowych czynników konstytuujących i jednoczących państwo. Taki pogląd prezentował m.in. Novalis. Według niego poza miłością najistotniejszym spoiwem państwa jest wiara. Ta ostatnia jest rozumiana jako uczucie łączące wspólnotę. Emocjonalny stosunek do państwa obejmował także prawo, które byłowyrazem woli ukochanej, godnej szacunku osoby. Tylko rechrystianizacja Europy (powrót do jedności wyznania i Kościoła) może zapewnić poprawę stosunków społecznych w skali kontynentu.
Novalis i Ludwig Achim von Arnim, krytykując oświecony racjonalizm, głosili, że trzeba ograniczyć powszechną edukację, zwłaszcza wśród przedstawicieli ludu. Arnim obawiał się, że lud w procesie edukacji może zatracić swoją odmienność i ulec kosmopolityzacji.
Romantycy gloryfikowali średniowiecze, przez co postrzegali idealne państwo niemieckie jako oparte na systemie stanowym. Görrens proponował podział stanowy zbliżony do platońskiego: nauczyciele (w tym duchowni), obrońcy i żywiciele. Adam Heinrich Müller wyróżniał cztery stany: szlachtę, kler, rzemieślników i kupców. Koncepcję podziału stanowego rozwijali Novalis i Friedrich Schlegel, którzy w braku mobilności społecznej dostrzegali gwarancję porządku, panowania autorytetu władzy, Kościoła, wiary oraz tradycji przodków.
Schlegel za jedyny właściwy uznawał ustrój monarchiczny, króla panującego z woli Boga. Był zwolennikiem uznania pozycji Boga-prawodawcy oraz realnej władzy papieża.
Romantycy powszechnie uważali, że nad obywateli wszystkich stanów zwierzchność stanowi państwo, któremu służyć jest obowiązkiem i zaszczytem dla jednostki.
Müller rozwijał teorię organicznego państwa stanowego, w którym dominującą rolę odgrywa szlachta. Sprzeciwiał się oświeceniowym koncepcjom stanu naturalnego, umowy społecznej i podziału władz. Krytykował liberalne koncepcje ekonomiczne Adama Smitha. Dominująca rola, jaką odgrywa państwo, możliwa jest dzięki spójności narodu, przenikniętego wspólnym duchem (Volksgeist) oraz dzięki jego trwałości, wiążącej ze sobą pokolenia. Wolność jest czymś naturalnym. W państwie powinna istnieć idea prawa, którą ludzie poznają, wchodząc wzajemnie w relacje pomiędzy sobą i z władzą. Stosowanie prawa leży w rękach władcy, który rozstrzyga indywidualne przypadki, kierując się wspólnym interesem stron. Sędzia zastępuje ustawodawcę. Państwu powinna być podporządkowana religia. Müller był także zdecydowanym zwolennikiem wojny, która jego zdaniem jest czynnikiem spajającym ludzi w służbie państwu.
Z kolei Franz von Baader, podobnie jak Novalis, głosił potrzebę pojednania narodów w duchu chrześcijańskim z pełnym poszanowaniem ich odrębnych dążeń i celów. Baader zapoczątkował zainteresowanie się myśli konserwatywnej kwestią robotniczą i prawami socjalnymi pracowników.

#### Naród jako organizm moralny w ujęciu Coleridge’a
Samuel Taylor Coleridge krytykował monarchię absolutną, a także wszelkie próby realizacji postulatów egalitaryzmu społecznego i politycznego. Postulował organiczny i hierarchiczny model narodu, który w takim ujęciu był organizmem moralnym, łączącym w sobie cele jednostek i cele wspólnoty. Naród był strukturą pierwotną, z możliwością funkcjonowania poza państwem. Coleridge – w przeciwieństwie do Edmunda Burke’a – odróżniał naród od państwa. Celem istnienia państwa i jego instytucji jest dobre życie obywateli. Główną rolę w państwie powinna odgrywać arystokracja, która swoim przykładem i autorytetem powinna wyrabiać człowieczeństwo i cnoty obywatelskie w niższych stanach społecznych. Społeczność, wyznająca ideały solidaryzmu, miała pozostawać pod władzą konstytucyjnego monarchy i narodowego Kościoła. Miał istnieć dwuizbowy parlament – do izby wyższej wchodziliby przedstawiciele arystokracji ziemskiej, do niższej reprezentanci mieszczaństwa.

### Niemiecka szkoła historyczna
Według Friedricha Carla von Savigny’ego, przedstawiciela historycznej szkoły prawa, prawo kształtuje się w procesie historycznym, a nie w wyniku racjonalnej refleksji ludzkiej. Twierdził, że duch narodu (Volksgeist) kształtuje prawo, podobnie jak państwo, jego ustrój, język, obyczaje, kulturę i sztukę. W związku z tym każdy naród powinien dysponować odmiennym systemem prawa. W procesie powstawania prawa istotna jest rola prawników, porządkujących normy prawa zwyczajowego. Nie wolno im tworzyć prawa niezgodnego ze zwyczajowym i sprzecznego z duchem narodu. Rolą prawników i państwa jest nie tworzenie, ale „odkrywanie” prawa.
Gustav von Hugo był zwolennikiem poglądu, że w wypadku kolizji norm prawa zwyczajowego i pisanego należy oddać pierwszeństwu temu pierwszemu jako zgodnemu z duchem narodu i świadomością jego społeczności. Dla Georga Friedricha Puchty prawo jest częścią boskiego porządku świata. Puchta, w przeciwieństwie do Savigny’ego, eksponował znaczącą rolę państwa w procesie prawotwórczym.

### Papieski ultramontanizm
Papież Pius VI był zwolennikiem centralizacji władzy w Kościele w rękach papieża. Podobnie Grzegorz XVI zajmował zachowawcze stanowisko. Pius IX w 1864 Syllabusie dołączonym do encykliki Quanta cura potępił wszystkie doktryny od liberalizmu po socjalizm, komunizm i masonerię. Leon XIII był twórcą nowej dziedziny aktywności teoretycznej Kościoła – nauczania społecznego, jednak jego następca – Pius X – był typowym przedstawicielem linii zachowawczej w Kościele.

### Konserwatyzm

#### Konserwatywna definicja narodu Edmunda Burke’a
Edmund Burke uważał, że człowiek jest kształtowany przez środowisko wspólnot, w jakich żyje. Wspólnoty ludzkiej nie tworzy umowa społeczna, lecz pierwotna umowa człowieka z Bogiem – właśnie ona stała u podstaw powstanie pierwszych społeczności, opartych na prawie naturalnym. Praktyczny ustawodawca powinien odwoływać się do preskrypcji – odwiecznej zbiorowej mądrości, poczucia słuszności i przesądu, wyprzedzającego racjonalne sądzenie. Naród to związek przeszłych, przyszłych i obecnych pokoleń. Wspólnota jest źródłem i jednocześnie gwarantem człowieka. Swoje osobiste cele człowiek może zrealizować tylko w oparciu i z pomocą wspólnoty. Rozum praktycznie jest dostępny tylko elicie, która interpretuje tradycję i odnajduje jej wpływ na życie codzienne. Naród jest związany z państwem, nie jest tylko wspólnotą obywateli, ale też związkiem pokoleń przeszłych, teraźniejszych i przyszłych. Zwolennik ustroju mieszanego. Interesy jednostki mogą być zabezpieczone tylko w społeczeństwie złożonym z wielu grup społeczno-politycznych.
Burke był zwolennikiem parlamentaryzmu, monarchii konstytucyjnej, systemu dwupartyjnego, nienaruszalności własności prywatnej oraz teorii Adama Smitha.

#### Konserwatyzm Anglii imperialnej
Benjamin Disraeli krytykował liberalny utylitaryzm, racjonalizm i koncepcję podmiotowych praw jednostki. Twierdził, że w imię tych pozornych wartości zniszczono dorobek pokoleń i tworzono abstrakcyjne idee. Jedynie stare wzorce budowy władzy i społeczeństwa mogły się sprawdzać. Na czele państwa powinien stać król, będący zarazem głową narodowego Kościoła, najwyższe miejsce w społeczeństwie należy oddać arystokracji ziemiańskiej, a Kościół powinien spełniać także rolę strażnika tradycji. Spoiwem wszelkich instytucji i urządzeń społecznych był unikalny charakter narodowy Anglików.
Jeden z następców Disraelego na stanowisku premiera – Robert markiz Salisbury – nie starał się przedstawić koherentnej wizji dobrego ustroju. Zrezygnował z przyznania szczególnego miejsce w społeczeństwie i przypisywania szczególnych kwalifikacji moralnych arystokracji ziemiańskiej. Był zwolennikiem stopniowych reform, łączących poszanowanie tradycji z dążeniem do zmian. Salisbury był przekonany niedoskonałości ludzkiej natury; był także przeciwny demokracji.

#### Obrona cywilizacji Kościoła Juana Donoso Cortésa
Juan Donoso Cortés w Eseju o katolicyzmie, liberalizmie i socjalizmie (1851) zawarł krytykę racjonalistycznych koncepcji, dążących do rewolucji politycznej bądź społecznej, przeciwnych Bogu i Kościołowi i obalających zastane instytucje społeczne – od rodziny po monarchię. Jedyne źródło prawdy i dobra widział w cywilizacji Kościoła, a jedyną drogą do osiągnięcia przez człowieka prawdy i dobra było bezwarunkowe podporządkowanie się Kościołowi i głoszonym przez niego dogmatom objawionym. Jedynym źródłem prawa jest Bóg, prawo ludzkie nie ma znaczenia.
Donoso Cortés wysuwał projekt dyktatury, który miała odpowiedzieć na siłowe poczynania rewolucji promującej rządy mas. Zapanowanie ustroju monarchicznego było uwarunkowane gruntownym odrodzeniem moralnym i triumfem cywilizacji Kościoła. Ten ostatni był traktowany w tej koncepcji nie jako posiadająca realną władzę instytucja, lecz jako najwyższy autorytet.

#### Apologia średniowiecza Ottona von Gierke
Otto von Gierke był zwolennikiem niemieckiego prawa zwyczajowego jako podstawy współczesnego prawodawstwa. Według niego autonomię jednostki miało gwarantować państwo jako podmiot praw i obowiązków, będące zarazem państwem organicznym o ustroju korporacyjnym. Państwo jest suwerenem, lecz niezbywalne prawa suwerena nadaje mu jedynie wspólnota, rządząca się racjami moralnymi. Von Gierke był niechętny rozwojowi stosunków kapitalistycznych. Uchodzi za jednego z epigonów niemieckiej szkoły historycznej (kontynuował koncepcję ducha narodu).

#### Decyzjonizm Carla Schmitta
Carl Schmitt był przekonany o złej naturze ludzkiej, a zarazem o chaosie, jaki dominował w czasach, kiedy nie istniało państwo. Opowiadał się za silnym państwem, posiadającym skoncentrowaną władzę. Według Schmitta suweren jest uprawniony do podejmowania wszelkich decyzji. Jedynie w czasach spokoju i normalizacji działania suwerena podlegają prawu, jednak tylko suweren ustala, kiedy sytuacja stała się wyjątkowa i normy prawa przestają go krępować w podejmowaniu decyzji.
Schmitt negował parlamentaryzm, teorię rządów prawa, podział władzy i suwerenność ludu. Nie uznawał tradycji i obecności czynnika pozaziemskiego w kształtowaniu porządku społecznego.
Zwolennikiem Schmitta początkowo pozostawał Leo Strauss. Później stał się jego oponentem. Poszukiwał prawd odwiecznych i trwałych, stanowiących podstawę prawdy, sprawiedliwości i dobra. Jego koncepcja zainspirowana została przez starożytne systemy filozofii politycznej. Strauss budował swoją konserwatywną myśl na sprzeciwie w stosunku do determinizmu historycznego.

#### Nowy humanizm Irvinga Babbitta
Irving Babbitt w stworzonej przez siebie koncepcji „nowego humanizmu” przeciwstawiał sobie humanizm (koncentrację duchowości człowieka i realizację cnoty umiarkowania) i humanitaryzm – do nurtów humanitarystycznych zaliczał doktryny naturalistyczne, materialistyczne, racjonalistyczne, demokratyczne, liberalne, sentymentalizm oświeceniowy Jana Jakuba Rousseau i myśl romantyków. Babbitt twierdził, że społeczną konsekwencją triumfu humanitaryzmu jest zanik refleksji moralnej, dominacja postaw utylitarystycznych i demokratyzacja ustroju. Babbitt proponował w celu uzdrowienia sytuacji całkowite przebudowanie amerykańskiego systemu edukacji i oparcie go na wychowaniu klasycznym tak, aby szkoła powinności obywatelskich i duch powściągliwości górowały nad utwierdzaniem uczniów co do przysługujących im uprawnień i możliwości dokonywania istotnych zmian wyłącznie poprzez przeobrażenia instytucji.

#### Elitaryzm T.S. Eliota
Thomas Stearns Eliot swoją koncepcję polityczną na elitaryzmie, przy czym elitę stanowią ludzie, którzy tworzą dominujące idee i zmieniają wrażliwość swojej epoki. Tylko rządy elity otwartej na dopływ nowych osób, niezamkniętej w ramach jednego narodu, chętnie współpracującej i utrzymującej kontakty z elitami innych krajów, mogą zapewnić ciągłość kultury. Bez tej ostatniej nie można mówić o właściwym urządzeniu społeczeństwa i funkcjonowaniu instytucji politycznych. Eliot był rojalistą. Chciał także widzieć państwo wsparte na silnych podstawach chrześcijaństwa.

### Nacjonalizm
Nacjonalizm wyraża przekonanie o tym, że państwo musi powstać na gruncie narodu, że naród posiada odrębną świadomość, ducha narodu lub charakter narodowy, że między członkami narodu istnieje szczególny rodzaj silnej więzi emocjonalnej czy łączności duchowej.

#### Naród ponad państwem w ujęciu Herdera
Dla Johanna Gottfrieda Herdera język był podstawą więzi i wspólnej świadomości między ludźmi. Podkreślał konieczną łączność języka z rozwojem ideowym narodu i odrębność kulturową danego narodu. Każda kultura jest w swojej odmienności tworem oryginalnym i niepowtarzalnym.
Według Herdera państwo było tworem sztucznym, zewnętrznym i mechanicznym, gdy tymczasem naród był wspólnotą organiczną.

#### Niemiecki mesjanizm Fichtego
Johann Gottlieb Fichte w Mowie do narodu niemieckiego (1808) określił naród niemiecki jako wyznaczający innym normę z uwagi na najwyższy poziom kultury, jaki osiągnął. Fichte wyobrażał sobie naród jako wspólnotę ludzi aktywnych i wolnych, połączonych silną więzią narodową i moralną. Niemcy mieli zapoczątkować epokę rządów rozumu i wolności, lecz koncepcja wolności tego niemieckiego myśliciela nie pokrywała się z wolnością w ujęciu liberałów. Fichte był przeciwnikiem podziału władz. Uznawał, że niekorzystne dla państwa są zbyt daleko idące nierówności majątkowe. Szczególną nadzieję na rozwój państwa pokładał w mieszczaństwie.
W teorii prawa rozróżniał moralność (element „wewnętrzny”) i prawo (element „zewnętrzny”); pierwsza głosiła zasady uniwersalne, drugie odnosiło się do jednostki jako istoty fizycznej posiadającej określone interesy.

#### Absolutna monarchia narodowa Maurrasa
Charles Maurras był główną postacią ruchu Action Française, zwolennikiem monarchii absolutnej, wrogiem liberalizmu i demokracji. Monarchizm był dla niego synonimem nacjonalizmu; król uosabia rację stanu, a jednostki wypełniając jego rozkazy, stają się narodem. W takiej społeczności nie było miejsca dla elementu napływowego. Akcentował silnie rolę Kościoła katolickiego, widząc w nim instytucję nierozerwalnie związaną z monarchią absolutną.

### „Ostatni system” Hegla
Georg Wilhelm Friedrich Hegel był zarazem i idealistą obiektywnym, i racjonalistą. Bytem pierwotnym była dla niego idea, tożsama z Bogiem, absolutem, duchem, wolnością, rozumem, logosem. Według Hegla historia to poszukiwanie przez ideę państw, w które mogłaby się wcielić, aby dokonał się kolejny postęp dziejowy. Historia to historia państw, którą nazywał boską ideę w jej ziemskim kształcie. Nie każde państwo zasługuje na miano historycznego (takiego, które zyskało znaczenie w dziejach dzięki wcieleniu w nie idei), każde jednak państwo po pewnym czasie czeka proces obumierania. Hegel pod mianem rzeczywistości rozumiał tylko to, co ma walor historyczny.
Wszystkie fakty, zjawiska i wartości posiadające walor rzeczywistości przejść muszą przez fazy rozwoju dialektycznego: tezę, antytezę i syntezę. W procesie alienacji teza musi obrócić się we własne przeciwieństwo, ukazać swoją negatywną stronę i w ten sposób wyczerpać swoje historyczne możliwości. Z połączenia tezy i antytezy powstaje synteza; ta ostatnia staje się tezą kolejnej triady.
Hegel wyznaczał wybitnym jednostkom rolę akuszerów historii – pomagają przejściu idei z jednego etapu w drugi, często mylnie sądząc, że realizują własne plany. Społeczeństwo obywatelskie jest płaszczyzną między rodziną a państwem. Zadaniem takiego społeczeństwa jest wspieranie siły państwa głównie poprzez prowadzenie efektywnej działalności gospodarczej.
Według Hegla proces emancypacji jednostki ma doprowadzić ją do uznania rządów prawa. Przyznawał prawo do tworzenia przez państwo współczesne pełne kodyfikacji praw. Prawo pozytywne powinno być wywiedzione z absolutnej idei prawa. Rządy prawa wykluczają partykularyzm jednostkowych interesów i znoszą barierę między to, co obiektywne i subiektywne. Wolny człowiek manifestuje swoją wolność przez posłuszeństwo prawu.
Hegel był zwolennikiem podziału władzy na prawodawczą, rządową i książęcą, ale nie aprobował monteskiuszowskiej zasady równowagi władz, dając pozycję dominującą władzy monarszej. Za najlepszy ustrój uważał dziedziczną monarchię konstytucyjną.

### Liberalizm
Do podstawowych założeń liberalizmu należą:
- racjonalizm – rozum ludzki nieograniczony w swoich możliwościach poznawczych i kreatywnych sprawia, że dokonuje się stały postęp ludzkości we wszelkich dziedzinach; człowiek jest twórcą państwa i to on określa granice jego władzy;
- indywidualizm – jednostka zajmuje dominującą pozycję i jej interes przeważa nad wszelkimi interesami ponadindywidualnymi; ustrój państwa oceniany jest według kryterium użyteczności dla dobra jednostki; myśl liberalna zakłada aktywizm jednostki, posiada też silne akcenty utylitarystyczne,
- wolność – jednostka może realizować swoją wolność w dziedzinie osobistej, politycznej i gospodarczej (leseferyzm); wolności pozytywnej (dającej swobodę działania) towarzyszy wolność negatywna (pozwala uchylić się od pewnych niechcianych działań i zachowań), wolność jednostka może realizować do granic wolności innych jednostek; wolność daje się pogodzić z równością szans i równością wobec prawa,
- własność – postulowana nienaruszalność bądź co najmniej znaczne ograniczenie ingerencji we własność prywatną ze strony państwa,
- państwo – jedyną podstawą jego funkcjonowania i uprawnień wobec obywateli może być prawo; absolutyzacji państwa mają zapobiec zabezpieczenia ustrojowe (jak np. podział władz, jej kadencyjność i zakazy reelekcji).

#### Liberalizm katolicki
Hugues-Félicité-Robert de Lamennais przewidywał, że demokracja w przyszłości stanie się dominującą formą państwa. Był zwolennikiem pozbawienia papieża władzy świeckiej w Państwie Kościelnym, lecz jednocześnie głosił związek polityki z religią. Polityka wynika z religii, która jest gwarancją ładu społecznego.
Charles de Montalembert także chciał oprzeć politykę na fundamencie religii katolickiej. Był zwolennikiem demokracji i rozdziału Kościoła od państwa. Według Montalemberta lud był pierwotnym suwerenem i oddanie w jego ręce prawodawstwa byłoby skuteczną zaporą przed arbitralnymi rządami absolutystycznymi, gwarantuje również wolność Kościołowi. Lud powinien sprawować rządy dzięki systemowi przedstawicielskiemu.
John Acton, uznając wolność za najważniejszą kategorię pojęciową, uznał, że historia cywilizacji europejskiej jest historią postępu na drodze uzyskiwania wolności. Wolność w państwach starożytnych była jednak niemożliwa ze względu na istnienie niewolnictwa. Zasługą chrześcijaństwa było oddzielenie tego, co boskie od tego co cesarskie. Istotą wolności chrześcijańskiej jest pełna autonomia w dociekaniu prawdy. Acton twierdził, że wolność ma bezpośrednie źródło w woli Boga-prawodawcy, a więc także wolność liberalna pozostaje w nierozerwalnym związku z chrześcijaństwem.
Acton krytykował absolutyzm. W równości widział zagrożenie dla własności i religii. Dostrzegał pewne pozytywne elementy w demokracji jak emancypacja polityczna klas pracujących czy upowszechnienie kultury i oświaty. Przestrzegał przed nacjonalizmem, który uważał za sprzeczny z chrześcijańskim uniwersalizmem.

#### Obrona indywidualizmu przez Humboldta
Poglądy Wilhelma von Humboldta określa się mianem liberalizmu arystokratycznego – był zwolennikiem monarchii, uznawał zasady leseferyzmu, opowiadał się za równością obywateli wobec prawa i za przyznaniem jednostkom pełni praw i wolności. W jego ujęciu państwo, chroniąc się przed absolutyzacją monarchii, powinno zapewnić obywatelom gwarancje wolności, spośród których wyróżniał wolność wypowiedzi i wolność prasy.
Państwo jako gwarant bezpieczeństwa jednostek – powinno działać przez prawo. Za niedopuszczalne uznawał wszelkie ograniczenia przez państwo wolności jednostek, które uzasadniane są ich dobrem. Za główny cel ludzkiej egzystencji uznawał rozwój osobowości jednostek.
Humboldt podkreślał rolę narodu jako podmiotu obdarzonego własną osobowością, przez co pozostawał bliskim ideom niemieckiego nurtu konserwatywnego. Dopuszczał on – co rzadkie w szkołach liberalnych – w imię racji stanu podejmowanie przez państwo działań ograniczających wystąpienia o charakterze antypaństwowym.

#### Wolność współczesnych w ujęciu Constanta
Benjamin Constant najpełniejszy wykład swojej koncepcji wolności dał w broszurze zatytułowanej O wolności starożytnych w porównaniu z wolnością współczesnych. Twierdził, że istotą wolności dostępnej starożytnym był jej kolektywny charakter. Realizować wolność można było jedynie sprawując funkcje publiczne – możliwości tej były pozbawione osoby prywatne. Wolność nowożytna, nie rezygnując z możliwości udziału jednostek we władzy politycznej, uzupełniła ją prawami osobistymi, z których mogą korzystać jednostki.
Według Constanta dążenie do indywidualnej satysfakcji stanowi często motyw skłaniający ludzi do podjęcia działań o charakterze publicznym – do wzięcia udziału w stanowieniu prawa gwarantującego jednostce wolność, w której upatruje ona gwarancję swych przyjemności.
Do wolności świata współczesnego zaliczał także wolność ekonomiczną i uznanie własności prywatnej jako jednego z podstawowych praw człowieka. Prymat wśród wolności przyznanych jednostce przyznawał wolności wypowiedzi. Według Constanta podstawowe wolności powinny być wyjęte z zakresu reglamentacji prawnej i nie mogą podlegać żadnym ograniczeniom.
Wypracował także nowy podział władz: reprezentacyjnej trwałej, reprezentacyjnej opinii, wykonawczej, sądowej, królewskiej i municypalnej (miejska, tj. lokalna, samorządowa). Władza ustawodawcza powinna pozostawać dwuizbowa – izba niższa wprowadzała do procesu ustawodawczego elementy nowości i niepokoju, a izba wyższa miała być ostoją rozsądku, rozwagi i doświadczenia. Władzę królewską określał jako neutralną – decyzje monarchy muszą być kontrasygnowane przez ministrów.

#### Doktrynerzy
„Doktrynerzy” łączyli poglądy liberalne z elementami konserwatywnymi. Podkreślali znaczenie wspólnoty w życiu jednostki i całkowicie negowali ideę suwerenności jako sprzeczną z postulatem wolności jednostki. François Guizot za warstwę współcześnie dominującą uznawał arystokrację pieniądza.
„Doktrynerzy” dopuszczali ograniczenie wolności słowa. Twierdzili, że normy prawa powinny porządkować stan faktyczny, a nie kreować rzeczywistość społeczną. Pierre Paul Royer-Collard obawiał się i absolutyzmu, i demokracji.
Według Guizota jednostka jest częścią wspólnoty tak jak i władza państwowa. Państwo nie ogranicza się do funkcji negatywnych, ale ma też szereg uprawnień pozytywnych, które jednak nie zagrażają bynajmniej indywidualnej wolności. Guizot był także zwolennikiem ograniczonego cenzusem majątkowym systemu przedstawicielskiego.

#### Radykalizm polityczny i filozoficzny Benthama
Jeremy Bentham był twórcą teorii etycznej, która została oparta na założeniach sensualistycznych, hedonistycznych i utylitarystycznych. Był przekonany, że wszystkie wiadomości na temat otaczającego nas świata uzyskujemy za pośrednictwem zmysłów. Twierdził, że przyjemne doznania utożsamiane są z dobrem, a w takiej sytuacji – dążenie do przyjemności jest nakazem etycznym. W ten sposób sformułował uniwersalną zasadę powszechnego szczęścia ludzkości, którą stanowi największa ilość szczęścia największej liczby ludzi.
Bentham przekonywał, że nie ma sprzeczności pomiędzy interesem jednostkowym a społecznym. Istotą przyjemności jest przyczynienie się nie tylko do własnej przyjemności, ale również do przyjemności innych ludzi. Hedonizm w ujęciu Benthama nie był hedonizmem egoistycznym.
Bentham był zwolennikiem pełnej autonomiczności jednostki (poznawczej, moralnej, gospodarczej). Postulował autonomię polityczną w demokratycznej formie państwa. Pisał, że istnienie organów państwa i ich działanie powinno być wyznaczane względami utylitarnymi.
Uznawał prawo państwa do podejmowania pozytywnych zadań zmierzających do ochrony życia i mienia obywateli, do likwidacji nadmiernych dysproporcji majątkowych pomiędzy obywatelami i sfer ubóstwa.
Był zwolennikiem pozytywizmu prawniczego, opowiadał się z prawem pisanym, uznając to za warunek stabilności prawa. Nie akceptował koncepcji stanu natury i umowy społecznej, opierania praw na tradycji oraz tradycji Monteskiusza i Blackstone’a – check and ballance.
Uznawał wpływ opinii publicznej, szczególnie prasy, na działalność prawodawczą, co powinno ułatwić realizację postulatu przejrzystości i jawności systemu prawnego.

#### Liberalizm wobec demokracji w ujęciu Tocqueville’a
Alexis de Tocqueville głosił, że najbardziej niebezpieczna chwila dla złego rządu następuje wtedy, gdy podejmuje próby reform. Uważał, że to arystokracja wniosła najwyższe wartości do życia zbiorowego i indywidualnego. Poczucie dumy i więzi też miało wyrastać z arystokratycznego systemu wartości. Był jednak przekonany, że demokracja jest przyszłością cywilizacji europejskiej, a za pierwsze państwo, w którym funkcjonuje społeczeństwo demokratyczne, uznawał Stany Zjednoczone. Twierdził, że w demokracji zanika dążenie do gwałtownych zmian społecznych.
De Tocqueville twierdził, że panowanie demokracji, która przyniosła ludziom równość możliwości, oznaczało zerwanie więzi wspólnotowych i izolację jednostek. Demokracja najbardziej ceni przeciętność, nie pozwala się krytykować. Prognozował, że wolność zostanie zastąpiona przez despotyzm warstw średnich mieszczaństwa.
Warunkiem wolności jest życie w kolektywie, a nawet pewne podporządkowanie się jednostki wspólnocie (chodziło tu o stworzenie sieci stowarzyszeń, związków, kółek itp. pośredniczących między jednostką a państwem).
Oddawał pierwszeństwo prawu zwyczajowemu i opartemu na nim systemowi moralnemu.

#### Demoliberalizm Johna Stuarta Milla
John Stuart Mill różnicował przyjemności, nadając im walor moralny i nie dając po prostu znaku równości między przyjemnością a szczęściem. Zauważał, że nie każde działanie mające na celu użyteczność realizuje automatycznie cele moralne.
W eseju O wolności stwierdził, że jednostka uzyskuje wolność dzięki autokreacji. Ludzie mają różne wizje szczęścia. Na straży wolności, dążenia do szczęścia, realizacji indywidualności, powinno stać prawo. Jednak nikt nie może ingerować w autonomiczne działania dorosłej i świadomej jednostki, dotyczącej jej samej – od tej zasady nie powinno być wyjątków. Wolność głoszenia opinii może być ograniczona tylko wtedy, gdy może bezpośrednio wywołać zagrożenie porządku.
Mill był przekonany, że człowiek powinien żyć w społeczeństwie i mieć z tego powodu pewne ograniczenia. Ludzie jako członkowie społeczeństwa nie powinni pozostawać obojętni na dobro innych ludzi (dobro w sensie szerokim – i materialnym, i możliwości kształtowania swej indywidualności). Człowiek musi nauczyć korzystać się z wolności. W przeciwieństwie de Tocqueville’a, który chciał wychować społeczeństwo demokratyczne – Mill chciał je wykształcić.
Postulował, by reprezentację zapewnić także mniejszościowym grupom wyborców. Postulował wprowadzenie jawnych wyborów; miał jednak obowiązywać cenzus wykształcenia. Osoby nieposiadające środków do życia miały być pozbawione prawa głosu.
Rozróżniał kilka pól aktywności państwa:
- działania konieczne – zapewnienie bezpieczeństwa (sądy, policja, wojsko) i sprawnego funkcjonowania państwa (emisja pieniądza, normalizacja wag i miar, podatki na cele publiczne),
- działania niekonieczne bądź uzależnione od zgody obywateli.

Podstawowym zadaniem państwa jest działanie poprzez prawo na rzecz maksymalizacji wolności (umożliwienia rozwoju i indywidualizacji jednostek).

#### Liberalizm II poł. XIX wieku

##### Liberalizm konserwatywny
W Wielkiej Brytanii jego teoretykami byli Thomas Macaulay i Walter Bagehot. W tej odmianie liberalizmu wolność przeciwstawiano równości, czasami korzystając z ustaleń darwinizmu społecznego. Bagehot twierdził, że tylko najsilniejsze jednostki są w stanie obronić swoją wolność.
Lucien Prévot-Paradol był przeciwnikiem absolutyzmu władzy i demokracji, sądził jednak że przyszłość będzie należeć do tej ostatniej. Opowiadał się za podniesieniem ogólnego wykształcenia.
Émilie Faguet nazywał demokrację kultem niekompetencji i chciał zminimalizować znaczenie państwa poprzez ograniczenie jego funkcji, które wynikają z potrzeby zapewnienia bezpieczeństwa. Pisał, że prawa jednostki są iluzją, a ludzie nie mają żadnych praw przyrodzonych. Państwo traktował jako zło konieczne. Powinno być jednak dobrym i kompetentnym urzędnikiem, ściśle wypełniającym swoje powinności.

##### Początki socjalliberalizmu
Leonard T. Hobbhouse występował przeciwko koncepcjom skrajnie indywidualistycznym w liberalizmie (zwłaszcza przeciw atomizmowi społecznemu). Przyznał również bytom społecznym prawo do wolności i domagania się własnego interesu. Uważał, że w warunkach społeczeństwa przemysłowego państwo powinno wspierać słabszą stronę umowy, czyli pracownika; regulować zatrudnienie i stosunki pracy, a także prowadzi kompleksową politykę socjalną.
Thomas Hill Green twierdził, że istotą wolności jest działania na rzecz dobra – zarówno własnego, jak i ogółu.

### „Socjalizm naukowy”
Karol Marks sformułował teorię, że człowiek posiada zmienną i uwarunkowaną historycznie naturę. Na tę ostatnią główny wpływ ma wykonywana przez człowieka praca. Wyalienowana praca prowadzi do wyalienowania świadomości pracownika. Jedyną drogą, która może zmienić sytuację, jest przebudowa stosunków własnościowych, likwidacja własności prywatnej i podziału pracy. Twierdził, że Nie świadomość ludzi określa ich byt, lecz, przeciwnie, ich byt społeczny określa ich świadomość. Zjawiska ekonomiczne tworzą bazę życia społecznego, na której pojawia się nadbudowa, a w skład tej ostatniej wchodzi m.in. religia, moralność, filozofia, państwo i prawo. Dzielił historię na pięć formacji społeczno-ekonomicznych (wspólnota pierwotna, niewolnictwo, feudalizm, kapitalizm i socjalizm). Podział na klasę posiadającą i nieposiadającą zakładał konflikt między nimi.
Marksizm czerpał też z metody dialektycznej – w tej ostatniej rozwój historii przebiega w triadzie: teza, antyteza, synteza. Ostateczny cel rozwoju historycznego doprowadzi do tego, że świadomość ludzka zapanuje nad tokiem dziejów. Okres przejściowy między kapitalizmem a socjalizmem to okres dyktatury proletariatu.

### Marksizm w rewolucji rosyjskiej
Nauka Włodzimierza Lenina poddała rewizje wiele spośród koncepcji Marksa. Ignorował uwagi dotycząceazjatyckiego procesu produkcji (tam nie miała zastosowania historyczne prawidłowości dotyczące Europy). Wysunął też teorięnajsłabszego ogniwa w łańcuchu imperializmu – rewolucja ma szanse na powodzenie w kraju będącym najmniej rozwiniętym spośród krajów kapitalistycznych, które weszły w ostatni stadium tej formacji (imperializm). W takim kraju rewolucja przybiera kształt rewolucji burżuazyjno-demokratycznej i zarazem proletariackiej. Uzasadniał to teorią o przerastaniu jednej rewolucji w drugą. Nie podzielał także poglądu Marksa o obumieraniu państw.

### Rasizm
Za twórcę tej doktryny uchodzi Arthur de Gobineau, który w Eseju o nierównościach ras ludzkich uznał rasę białą za rasę panów, a za jej najwartościowszą część – ario-germańską arystokrację francuską. Według niego historia to dzieje degenerowania się ludzkości w związku z procesem mieszania się ras.
Dowody na rzekomą słabość i niesamodzielność rasy czarnej często używano dla uzasadnienia niewolnictwa w USA. Alexander Stephens pisał, że murzyn nie jest równy białemu człowiekowi. Thomas R. Dew zwracał uwagę, że niewolnictwo jest instytucją obecną i uznaną w Starym Testamencie. John C. Calhoun podkreślał, że niewolnictwo służy podniesieniu poziomu moralnego i intelektualnego czarnoskórych. Josiath Nott odwoływał się do argumentacji antropologicznej, a William J. Grayson do ekonomicznej.
Do myśli rasistowskiej XIX w. antysemityzm wprowadził Huston Stewart Chamberlain, chwalący rasę teutońską jako najdoskonalszą w dziejach cywilizacji europejskiej, a uznający Żydów za silny i niebezpieczny żywioł.

### Totalitaryzm
W przypadku tej doktryny chodzi o całkowitą likwidację wszelkich form samodzielności społeczeństwa i poddanie ich całkowitej władzy państwa. Państwa totalitarne wykazuje pewne znaczące różnice – totalitaryzm komunistyczny głosi dominację interesu mas i kreował system wyłącznych rządów, z kolei totalitaryzm faszystowski przez głoszenie kultu wybitnej jednostki (nadczłowieka) doprowadził do powstania zdezindywidualizowanego, masowego ruchu.